# 皇牌大放送
皇牌大放送（英语：Premium Spectacular，原名周末大放送）是香港凤凰卫视的周播专题节目，节目通常会播出大量的独家深度报道，另外，凤凰专题团队获全球政治人物官方机构的许可，在此节目中推出独家专题片，该节目有时播出演唱会。
凤凰卫视的特备节目（中华小姐环球大赛、影响全球华人盛典、泊客中国颁奖典礼）都在此节目中播出。
2021年及之前，除特殊情況改播首映節目外，於此節目播出後均會於翌周在《鳳凰精選》（中文台香港時間周六16:15-17:30首播，周六23:30-00:45、周一00:25-01:30、05:55-07:00重播）再次播出。
2025年4月起，香港台只安排於每個星期六首播該節目。

## 冠名
本节目于1999年开播之初由精通天马赞助播出，定名《周六精通天马大放送》，2000年由波导赞助播出，定为《波导大放送》，2001年到2005年由红河赞助播出，同时改名为《红河周末大放送》，2007年8月到12月由真龙赞助播出，2009年由合景泰富地产赞助播出，2010年到2011年由创维电视赞助播出，2012年改为东鹏瓷砖冠名，2013年改为四特东方韵冠名，2014年以後没有冠名，但是，节目仍有赞助商（香港台除外），其赞助商为侨外集团目前没有赞助商。

## 历史
本节目最初仅在凤凰卫视中文台、欧洲台、美洲台、澳洲版播出。2011年3月起，该节目推出其粤语版本在香港台播出；但亦有個別檔次以普通話原聲播出及不設字幕（主要適用於由鳳凰衛視新聞部製作的時事專題節目），2016年4月起，所有於香港台播出的内容均不設粵語配音。
2014年1月1日起，由于凤凰卫视中文台、欧洲台、美洲台、澳洲版、香港台推出其高清版本，节目实行高标清同步广播。

## 播出时间[3]

### 皇牌大放送
在一般情況下，除了在鳳凰衛視中文台播出的是最新內容外，在鳳凰衛視香港台、鳳凰衛視美洲台、鳳凰衛視歐洲台、鳳凰衛視澳洲版四個頻道所播出的內容均相對較舊。
以下为常规节目表。
- 凤凰卫视中文台：香港时间周六22:00-23:00首播，周日5:00-6:00、11:00-12:00、17:00-18:00重播
- 凤凰卫视香港台：香港时间周六20:00-21:00首播，周日11:00-12:00、15:00-16:00重播
- 凤凰卫视美洲台：美国西岸时间周六13:00-14:25首播，周六20:30-21:55、周日3:35-5:00重播
- 凤凰卫视欧洲台：伦敦时间周六18:30-19:55首播，周日3:00-4:25、12:40-14:00重播
- 凤凰卫视澳洲版：悉尼时间周日3:30-4:55首播，周日12:00-13:25、21:40-23:00重播

## 部分播出节目

### 每年播出节目
香港台以國語原音播出
- 《年度非常榜》（吴小莉与其他男主持人一同主持）
- 《中华小姐环球大赛》
- 《影响全球华人盛典》
- 《泊客中国颁奖典礼》
- 《中华文化人物颁授典礼》
- 《龙凤呈祥全球华人新春音乐盛典》

### 其他节目
2016年4月前，除另有指明外，香港台以粵語配音播出
- 《冲绳纪行》
- 《班禅大师》
- 《走出万景台 百年金日成》
- 《元帅叶剑英115周年诞辰》
- 《唐山大地震36周年祭》
- 《西北大学110年纪事》
- 《斯大林格勒战役70周年》
- 《纪念邓丽君特别节目》
- 《迈克尔杰克逊2009谢幕演唱会》
- 《斯大林的战场》
- 《苏俄与中国》
- 《碧海丹心——香港启丰二号保钓全程亲历》（吳小莉與蔣曉峰、梁培錦主持的新聞部節目，於香港台錄影廠與資訊台同步播出）
- 《马航MH370客机事件追踪》（盧琛主持的新聞部節目，香港台以普通話原聲播出）
- 《迷航MH370事件深度追踪》（盧琛與杜平一同主持，香港台以普通話原聲播出）
- 《思变1896——李鸿章欧美八国行》
- 《铁幕渐开——朝鲜罗先特别市探秘》
- 《拷核——环球核电安全启示录》
- 《晴天霹靂——馬航MH17空難事件追蹤》（與資訊台的突發事件直播同步播放，香港台以普通話原聲播出盧琛主持版本）
- 《豪情万丈——澳门发展生态纪实》（香港台播出時仍為普通話原聲）
- 《新加坡之殇——李光耀生平纪事》（香港台播出時仍為普通話原聲）
- 《灯火传千年——话说香港新界五大族》（香港台播出時配上粵語發音）
- 《香港警察故事》（香港台播出時配上粵語發音）
- 《見字如心—回望香港中文運動》（香港台播出時配上粵語發音）
- 《香港地產風雲啟示錄》（香港台首播時為普通話原聲旁述，重播時配上粵語發音）
- 《亞洲》（僅於中文台播出，由BBC Earth製作，普通話旁述播出）
- 《智富傳奇》（僅於香港台播出，2011年拍攝，粵語原聲播出）
- 《未終之局——鳳凰記者俄烏戰地實錄》（特備節目，香港台播出時仍為普通話及英語原聲）
- 《焦土之上——世界反法西斯戰爭勝利80年特別紀念》（特備節目）